# Jessi Combs
Jessi Michelle Combs (Rockerville, Dél-Dakota, 1980. július 27. – Alvord-sivatag, Oregon, 2019. augusztus 27.) amerikai profi autóversenyző, televíziós személyiség, feltaláló. A Spike TV Xtreme 4x4 című televíziós show-műsorának háziasszonya volt, több mint 90 epizód alatt 2005 és 2009 között, de szerepelt a Magyarországon is ismert Állítólag… című televíziós sorozatban is a Discovery Science csatornáján.
Combs 1980. július 27-én született a Dél-Dakota állambeli Rockerville városában. 2019. augusztus 27-én, 39 éves korában hunyt el, miközben korábbi land-speed rekordját próbálta megdönteni.

## Élete
2004-ben a WyoTech nevű amerikai nonprofit főiskolán, ahol a Street Rod Fabrication, a Custom Fabrication és a High Performance Powertrain nevű programokban szerzett jártasságot. A diploma megszerzése után Combs első lehetősége a WyoTech felkérésének köszönhetően jött el, amikor a marketing osztály felkérte őt és egy másik hallgatót, hogy hat hónapon belül építsen egy autót, amellyel részt vehetnek a Specialty Equipment Marketing Association (SEMA) kiállításán.
Combs emellett televíziós műsorvezetőként is dolgozott, négy évig háziasszonya volt az Xtreme 4x4 című show-műsornak.
A Magyarországon is ismert Állítólag… című televíziós sorozatban tizenkét részben vendégszerepelt a hetedik évadban, helyettesítve a gyermeket váró Kari Byront.
2011 októberében 1001 autó, amelyet látnia kell, mielőtt meghal címmel saját sorozatot indított.
2013-ban 640,5 km/órás sebességgel új rekordot állított fel, megdöntve Lee Breedlove 1965-ös csúcsát, saját építésű, sugármeghajtású  North American Eagle Supersonic Speed Challengerével. Ezt a rekordot 2018-ban megjavította, akkor 777 km/órás sebességet ért el. Az autósportban kiérdemelte a „leggyorsabb nő 4 keréken” becenevet.
2016-ban kategóriájában első helyezett lett a King of the Hammers elnevezésű terepversenyen.

## Halála
2019. augusztus 27-én hunyt el, 39 éves korában, amikor saját, sugárhajtású land-speed autóját vezette az Alvord-sivatagban.